# Cissus luzoniensis
Cissus luzoniensis là một loài thực vật hai lá mầm trong họ Nho. Loài này được (Merr.) C.L.Li miêu tả khoa học đầu tiên năm 1996.